# Szychany
Szychany (ros. Шиханы, hist. Wolsk-18) – miasto zamknięte w Rosji, w obwodzie saratowskim, 130 km na północ od Saratowa, na prawym brzegu Wołgi. Liczy 6067 mieszkańców (styczeń 2010) (12 763 w 1989).

## Historia
W latach 20 XX w. Republika Weimarska łamiąc ograniczenia traktatu wersalskiego w zakresie zbrojeń zawarła szereg tajnych porozumień, na mocy których budowała poligony chemiczne, pancerne i lotnicze na terenie ZSRR.

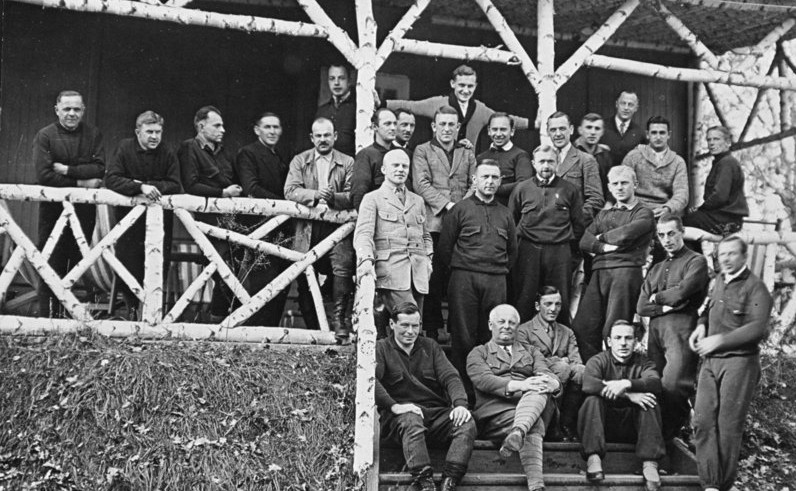
Niemiecki personel ośrodka broni chemicznej "Tomka"

Miejscowość powstała w 1928 roku wraz z rozwojem tajnego niemieckiego centrum broni chemicznej Tomka, którego budowę rozpoczęto w 1924 roku (uruchomienie ośrodka nastąpiło w 1926). Po wycofaniu się Niemców ze współpracy w 1933 roku kontynuowano prace nad rozwojem broni chemicznej. W czasach zimnej wojny liczba mieszkańców miasta osiągała 12 000-15 000, personelu wojskowego do 60 000.
Po II wojnie światowej działały dwa ośrodki: Szychany-1 pracujące oficjalnie dla Państwowego Instytutu Technologii Syntezy Organicznej podlegającego Ministerstwu Przemysłu i Szychany-2, gdzie działało laboratorium badawcze i poligon doświadczalny broni chemicznej. Te zamknięte miasta, nazywane również Wolsk-17 i Wolsk-18, znajdowały się w odległości 4 km od siebie. W 1992 roku w obu tych lokalizacjach dokonywano zniszczenia broni chemicznej. Wzbudziło to podejrzenia Zachodu, jednak w 1997 roku prezydent Borys Jelcyn ogłosił je miastami zamkniętymi, utajniając charakter prowadzonej ty działalności.
Szychany-1, obok Nowoczeboksarska i Wołgogradu, były głównymi ośrodkami badawczymi broni chemicznej w ZSRR, podczas gdy Szychany-2 i Turkus w Kazachstanie były najważniejszymi poligonami doświadczalnymi.
Gdy w latach 90. ZSRR przystąpił do Konwencji o zakazie broni chemicznej, zadeklarował posiadanie w swych arsenałach 40 000 ton broni chemicznej. Niszczenie arsenałów broni chemicznej rozpoczęto w 1989, jednak stopień realizacji tego procesu jest nieznany i oceniany (m.in. z braku funduszy) jako niewielki.
Obecne kontrowersje dotyczą domniemanej kontynuacji badań nad bronią chemiczną trzeciej generacji, działającej na układ nerwowy, wbrew deklaracjom Jelcyna o zaprzestaniu prac w 1990.
W laboratoriach Szychany-2 kontynuowane są badania nad sposobami wykrywania i sposobami ochrony przed bojowymi środkami trującymi.
Miejscowość Szychany otrzymała prawa miejskie w 1996 roku, a status miasta zamkniętego uzyskała w 1997 roku.
Miasto składa się z następujących części:
- Szychany-1 − miasto właściwe
- Szychany-2 - baza wojskowa
- Szychany-4 - arsenał

## Szychany-2
Znajdują się tutaj m.in. Naukowo-Badawczy Instytut Radiacji i Obrony Chemicznej NII RChBZ (ros. НИИ РХБЗ, НИИ Радиационной Химической и Биологической Защиты), 1 Mobilna Brygada RChBZ, baza serwisowa RChBZ, szychański poligon testów chemicznych, szpital wojskowy i poliklinika, szkoła nr 24, szkoła muzyczna, trzy przedszkola, hotel, kasyno oficerskie z kinoteatrem. W mieście znajduje się park ze stawem, dawniej będący częścią dawnego parku książęcego o powierzchni 10 000 ha, obecnie zarośniętego lasem.

## Szychański poligon chemiczny
Obszar poligonu chemicznego (ros. Шиханский полигон) jest w znacznym stopniu skażony bojowymi środkami toksycznymi takimi jak np. iperyt. Obecnie teren jest porośnięty lasem, fabryka chemiczna nie funkcjonuje, nie wykonuje się też prób z bronią chemiczną.